# Église Saint-Georges de Venise
L'église Saint-George est une église anglicane dans le quartier de Dorsoduro à Venise, en Italie.
Les offices du dimanche sont fréquentés assidûment par la petite, mais très active communauté anglicane, constituée principalement par les résidents britanniques à Venise. Le consulat britannique est en fait à courte distance, au pied du pont de l'Académie.

## Historique
L'église, située dans le Campo San Vio, a été érigée à partir du corps d'un palais patricien, restauré et adapté à l'utilisation du culte.

## Description

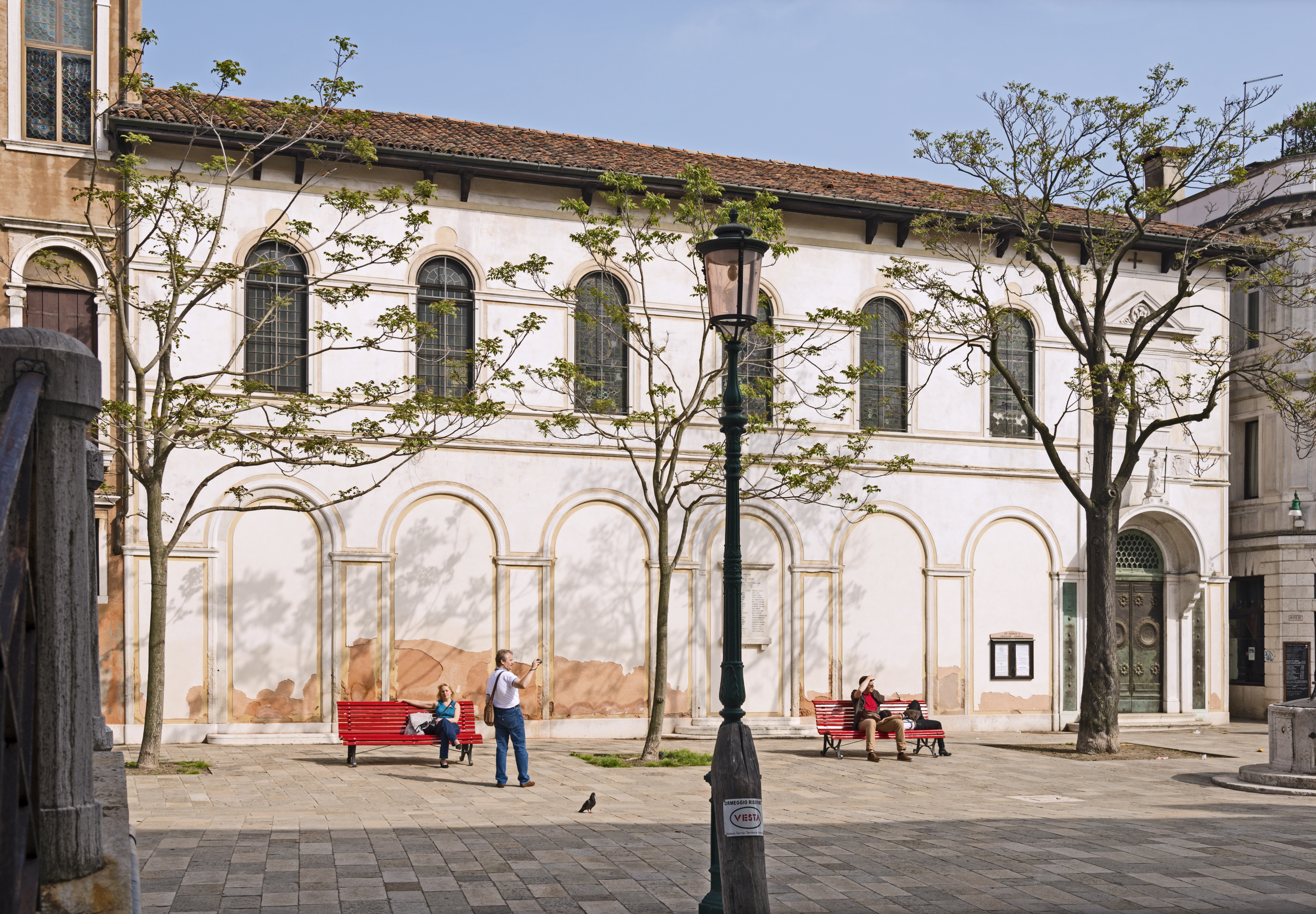
La façade sur le campo San Vio

L'entrée, donnant sur le Campo San Vito, a été aménagée dans la première arche de la structure de l'immeuble et se compose d'un portail simple avec un toit semi-circulaire en pierre d'Istrie, surmontée d'un bas-relief représentant Saint Georges terrassant le dragon et flanqué de deux panneaux latéraux en bronze, également décoré de bas-relief.